# 东三家子乡
东三家子乡，是中华人民共和国吉林省松原市前郭尔罗斯蒙古族自治县下辖的一个乡镇级行政单位。

## 行政区划
东三家子乡下辖以下地区：
东瓦房村、西太平庄村、东太平村、天德村、盟吐村、老东三家子村、北三家子村、前盟吐村和乌日都巴拉村。